# GE BWR

Схема GE BWR всередині захисної оболонки Mark I.

Лінійка реакторів з киплячою водою BWR компанії General Electric представляє конструкції щодо великого (~18%) сегменту комерційних реакторів поділу в усьому світі.
Прабатьком лінії BWR був киплячий водяний реактор Vallecitos (VBWR) потужністю 5 МВт, запущений у жовтні 1957 року. Шість проєктних ітерацій, від BWR-1 до BWR-6, були представлені між 1955 і 1972 роками.
Після цього був представлений у 1990-х роках удосконалений реактор з киплячою водою (ABWR), а на початку 2010-х – економічний спрощений реактор з киплячою водою (ESBWR).
Станом на серпень 2018 року побудовано 83 реактори цього проєктного сімейства, з них 67 реакторів працюють.
Ця конструкція привернула світову увагу після аварії 11 березня 2011 року на АЕС Фукусіма Даїчі рівня 7 INES. GE була головним підрядником атомної електростанції Фукусіма Даїчі в Японії, яка складалася з шести киплячих реакторів конструкції GE. Реактори для енергоблоків 1, 2 і 6 були поставлені компанією General Electric, інші три — Toshiba і Hitachi. Блок 1 був киплячим реактором потужністю 460 МВт з ітерації проєкту BWR-3, представленої в 1965 році та побудованої в липні 1967 року. 
Після того, як станція була серйозно пошкоджена землетрусом і цунамі в Тохоку, втрата охолодження активної зони реактора призвела до трьох ядерних розплавлень, трьох вибухів водню та викиду радіоактивного забруднення на блоках 1, 2 і 3 між 12 і 15 березня. Безпечна робота сімейства реакторів цієї конструкції залежить від безперервного потоку теплоносія протягом усього часу роботи. Реактор після зупинки на повну потужність може потребувати активного охолодження тепла розпаду від довгоживучих радіоактивних ізотопів протягом року або більше.